# تاحلة (المسيمير)

تعديل مصدري - تعديل

تاحلة هي إحدى قرى عزلة المسيمير بمديرية المسيمير التابعة لمحافظة لحج، بلغ تعداد سكانها 70 نسمة حسب تعداد اليمن لعام 2004.